# Thierry Tuot
Pour les articles homonymes, voir Tuot.
Thierry Tuot, né le 2 septembre 1961 à Mantes-la-Jolie, est un haut fonctionnaire français.
Ce conseiller d'État a écrit plusieurs ouvrages ou rapports, sur le thème de l'immigration, avec parfois un regard critique sur la politique d'intégration de la France.

## Biographie
Thierry Tuot est petit-fils d'agriculteurs et fils d'instituteurs. Ancien élève du lycée Hoche à Versailles, il est diplômé de Science Po Paris et a été élève de l'École nationale d'administration, promotion Diderot (1984-1986).
Il a été comme auditeur, puis maître des requêtes en 1989, commissaire du gouvernement au Conseil d’État en 1988, et directeur de la rédaction des Cahiers de la fonction publique de 1988 à 1991. Il a été ensuite pendant 6 ans à la direction juridique de l'Aérospatiale, de 1991 à 1996. Puis il a été nommé à la tête du Fonds d'action sociale pour les travailleurs immigrés de 1997 à 1999. En 1999, il a rédigé un ouvrage remarqué sur l'immigration, les Indésirables, sous un pseudonyme, Jean Faber,,. À la suite de ce pamphlet, peu apprécié par sa ministre de tutelle, Martine Aubry, incorporant également des propositions, il a perdu son poste,,.
Il a pris la direction de la commission de régulation de l'énergie jusqu'en 2003, et a été nommé conseiller d’État en juin 2001. Il a été  mis à contribution sur des sujets, dont le Grenelle de l'environnement pour lequel Jean-Louis Borloo, lui a demandé un rapport général sur propositions des groupes de travail, l'évolution du droit de l'urbanisme, du code minier et l'affectation de l'hôtel de la Marine.
Il est président de l’association française de droit de l’énergie (AFDEN) depuis 2008, président du conseil d’administration de l’Établissement public des fonds de prévoyance militaire et de l’aéronautique depuis 2010 et président de la commission des sanctions à l'Autorité de régulation des jeux en ligne.
Il a été président du conseil d'administration de l'Académie de France à Rome.
Après les attentats du 13 novembre 2015, le président de la République François Hollande lui confie une mission de réflexion et de propositions[pas clair].
Le 22 février 2023, il est nommé en Conseil des ministres président de la section de l’intérieur du Conseil d’État, à compter du 6 mars 2023.

## Rapport sur la refondation des politiques d'intégration
En 2013, il émet à la demande de Jean-Marc Ayrault un nouveau rapport sur la politique d'intégration de la France, document qualifié d'inquiétant, d'audacieux ou de rapport au vitriol. Il est auditionné à plusieurs reprises par les membres de l'Assemblée nationale, notamment sur l'accès des étrangers aux logements sociaux, sur les titres de séjour, et sur les foyers réservés aux immigrés âgés.
Malika Sorel critique le concept d'intégration utilisé dans ce rapport, réduit à la seule insertion économique, et niant les aspects culturels. Elle souligne également le danger de la principale proposition du rapport qui est de transférer l’exercice presque exclusif de la politique d’intégration aux associations, le rôle de l’État se bornant à subventionner celles-ci. Cette proposition ayant pour résultat une possible prise de contrôle de l’argent public par des groupes de pression communautaires.
Parmi ses propositions, le rapport préconise de modifier le nom des rues afin de les renommer « en écho avec l'histoire des migrations », de régulariser automatiquement les immigrés clandestins qui sont en mesure de prouver qu’ils vivent en France depuis plus de cinq ans et de naturaliser tous les immigrés ayant suivi une scolarité en France. Devant la polémique engendrée par ces propositions, Thierry Tuot se défend d'être le coordonnateur de ces travaux, son apport se limitant au rapport intitulé La grande nation : pour une société inclusive. Cette section n'est toutefois pas exempte de critiques. Thierry Tuot y dénonce notamment « la célébration du passé révolu d'une France chevrotante et confite dans des traditions imaginaires », ce qui fait dire à Alain Finkielkraut qu'« une nouvelle politique se met en place qui fait du passé, non plus, comme disait Simone Weil, un besoin vital de l'âme humaine, mais un obstacle à son épanouissement ».

## Publications
- Les indésirables : l'intégration à la française, 2000, Jean Faber, Bernard Grasset, 2000, 270 p.  (ISBN 2-246-59531-2).

## Décorations
- Chevalier de la Légion d'honneur. Il est fait chevalier le 30 janvier 2008[21].
- Commandeur de l'ordre national du Mérite. Il est fait chevalier le 14 mai 2001[22], promu officier le 2 mai 2012[23] puis commandeur le 2 juin 2023[24].
- Chevalier de l'ordre des Palmes académiques[25]
- Commandeur de l'ordre des Arts et des Lettres en 2021[26] (officier le 13 février 2015)[27].
- Médaille d'honneur de la Police nationale, échelon or (à titre exceptionnel, 2024)[28]